# Bishōnen

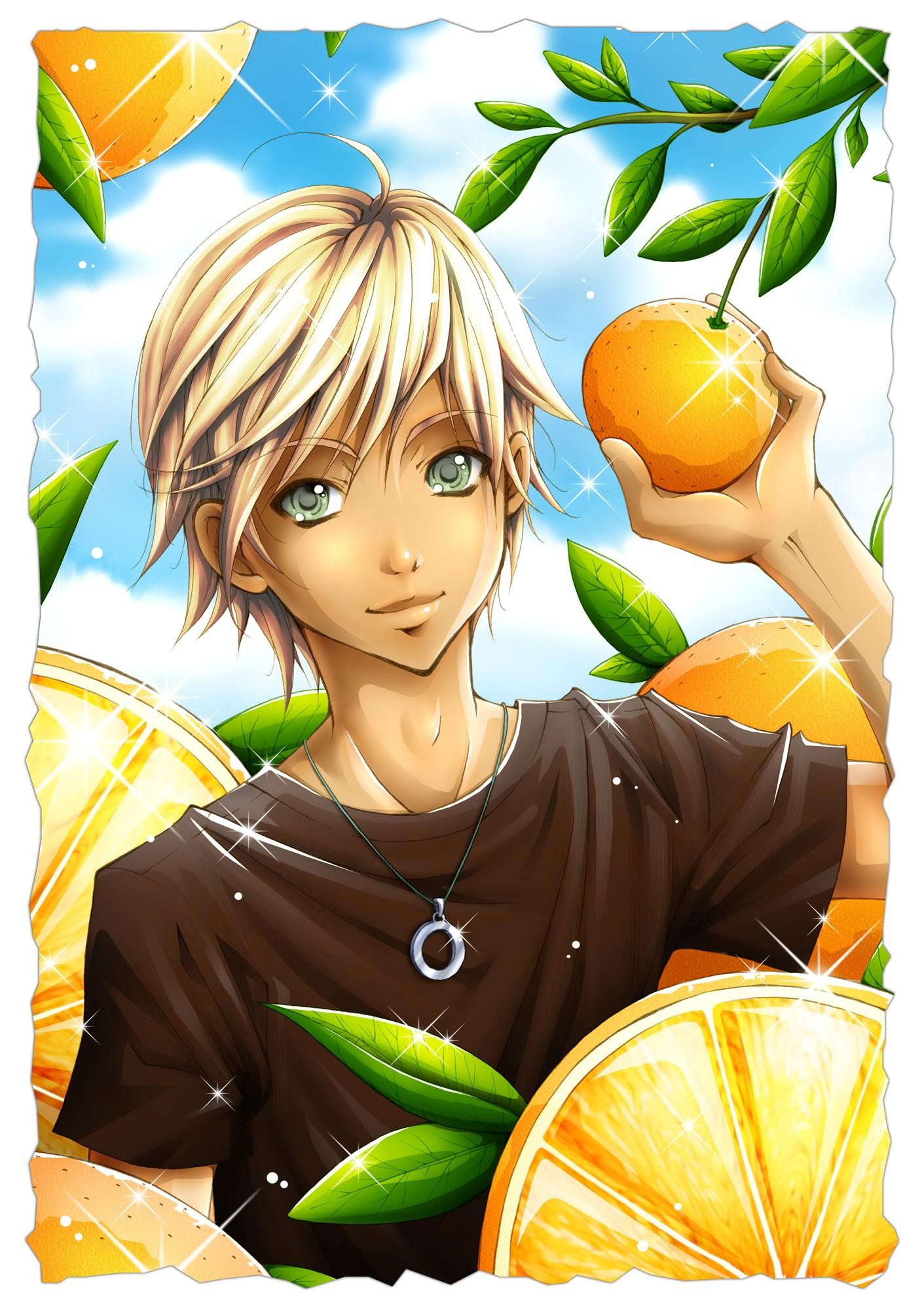
Beispiel eines Bishōnen

Der Begriff Bishōnen (japanisch 美少年 „schöner Junge“) ist die japanische Bezeichnung für das Idealbild eines schönen jungen Mannes, insbesondere in Mangas und Anime. Das Gegenstück für Frauen heißt Bishōjo.

## Bedeutung im Zusammenhang mit Mangas und Animes
Bishōnen bezeichnet einen nach japanischem Schönheitsideal gestalteten, androgynen männlichen Charakter. Bishōnen treten besonders in Werken des Shōjo-Genres auf, die sich an ein weibliches Publikum richten. Diese handeln teilweise auch von homosexuellen Beziehungen, sodass sie in dem Genre Boys Love zuzuordnen sind. Historisch wurde dieses daher auch neben Shōnen-ai als Bishōnen-Manga bezeichnet.

## Ursprung
Schlanke Gestalt und feminine Gesichtszüge sind ein noch heute in Japan verbreitetes Schönheitsideal für Männer, das auch daraus entstand, dass in der japanischen Literatur und Kunst häufig mit vertauschten Geschlechterrollen gespielt wurde. So werden im Kabuki-Theater die Frauenrollen von Männern gespielt und in den Takarazuka-Theatergruppen die Männerrollen von Frauen übernommen.